# Insignia de la Organización del Tratado del Atlántico Norte
La insignia de la Organización del Tratado del Atlántico Norte (OTAN) es un emblema de una rosa de los vientos azul marina.

## Historia y diseño
El emblema de la Organización del Tratado del Atlántico Norte (OTAN) fue adoptado en 1953. El diseño presenta una brújula blanca y azul. Los orígenes del emblema no están claros, pero el diseño básico fue creado por un miembro del personal internacional. 

### El diseño original
El diseño original era un escudo plateado con dos franjas azules y 14 estrellas. El escudo representaba defensa y protección.

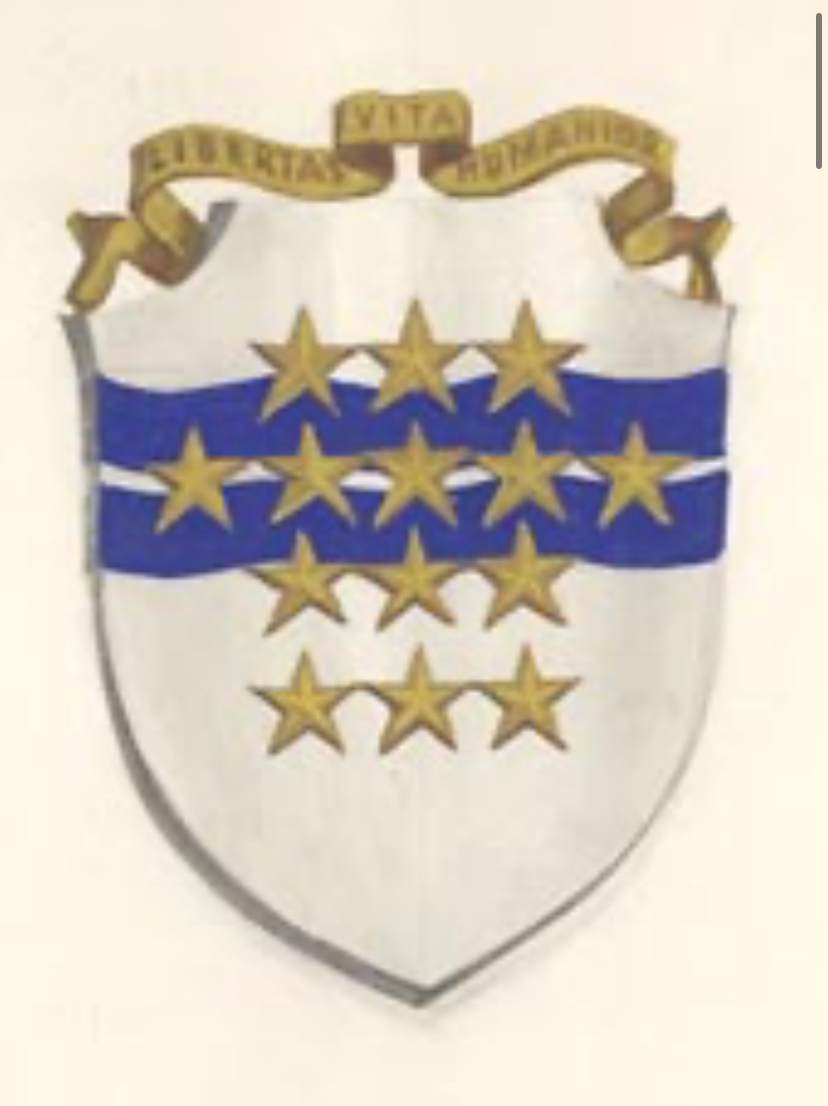
El antiguo logo de la Organización del Tratado del Atlántico Norte (OTAN)

- Las rayas representaban el Atlántico.

- Las 14 estrellas representaban a los 14 miembros de la OTAN en aquel momento.

### Las directrices delConsejo del Atlántico Norte
- El diseño debe ser sencillo y llamativo.
- El diseño debe ilustrar la comunidad de tradiciones e ideales que unieron a los miembros de la OTAN.
- El diseño debería resaltar el propósito pacífico del Tratado del Atlántico Norte.

La insignia moderna fue izada por primera vez el 9 de noviembre de 1953, en la ceremonia de inauguración de la Exposición Atlántica en París.
El significado de la estrella. 
La estrella puede verse como una brújula que mantiene a la OTAN en el camino hacia la paz.